# Croton varelae
Espèce
Classification APG III (2009)
Croton varelae est une espèce de plantes à fleurs du genre Croton et de la famille des Euphorbiaceae, présente dans l'État mexicain du Nayarit.